# 三枚町
三枚町（さんまいちょう）は、神奈川県横浜市神奈川区の町名。住居表示は未実施で、丁目は設けられていない。

## 地理
神奈川区西部に位置し、西ノ脇・山王・森・宮原・弥宜屋敷・八反町・帷巾坂・牛道根・天屋・矢崎・向原・上天屋・牛道根原・向天屋の小字がある。
南東は片倉、南端で保土ケ谷区峰沢町、南西から北にかけて羽沢町に接する。北西部の菅田町および菅田町の飛地との境界は入り組んでいる。北東方に三枚町の飛地があり、菅田町・片倉と港北区鳥山町・岸根町と接する。町の西部を南北に第三京浜道路がかすめ、羽沢インターチェンジの一部が町域にかかる。町内を東西に幹線道路の環状2号が縦断し、飛地部分には新横浜通りが南北に通る。
環状2号に並行して東海道新幹線、相鉄新横浜線及び相鉄線直通列車（東海道貨物線）の線路が通るが、駅は町内にはなく、町の西部から800mほど離れた相鉄新横浜線と相鉄線直通列車の羽沢横浜国大駅が最寄りとなる。飛地部分からは南に600mほどのところに横浜市営地下鉄ブルーライン片倉町駅がある。このように鉄道駅からは離れているため、公共交通機関での移動は路線バスが主になる。三枚町停留所から横浜市営バスにより横浜駅西口・新横浜駅・鶴ヶ峰駅方面、相鉄バスにより横浜駅西口・小机駅・新横浜駅・上星川駅方面、神奈川中央交通により新横浜駅・保土ケ谷駅方面への路線が運行されている。町の中部にある八反橋停留所からは六角橋・東神奈川駅方面への横浜市営バスの路線がある。
住宅は新幹線の北側に多い。環状2号の南側には農地が広がり、神奈川県立城郷高等学校、日本味噌や金属加工会社ムラノセイコーの工場、ゴルフ練習場などがある。
町内のコンビニエンスストアでは、町名にちなんだ日本酒「清酒 三枚町」が発売された。

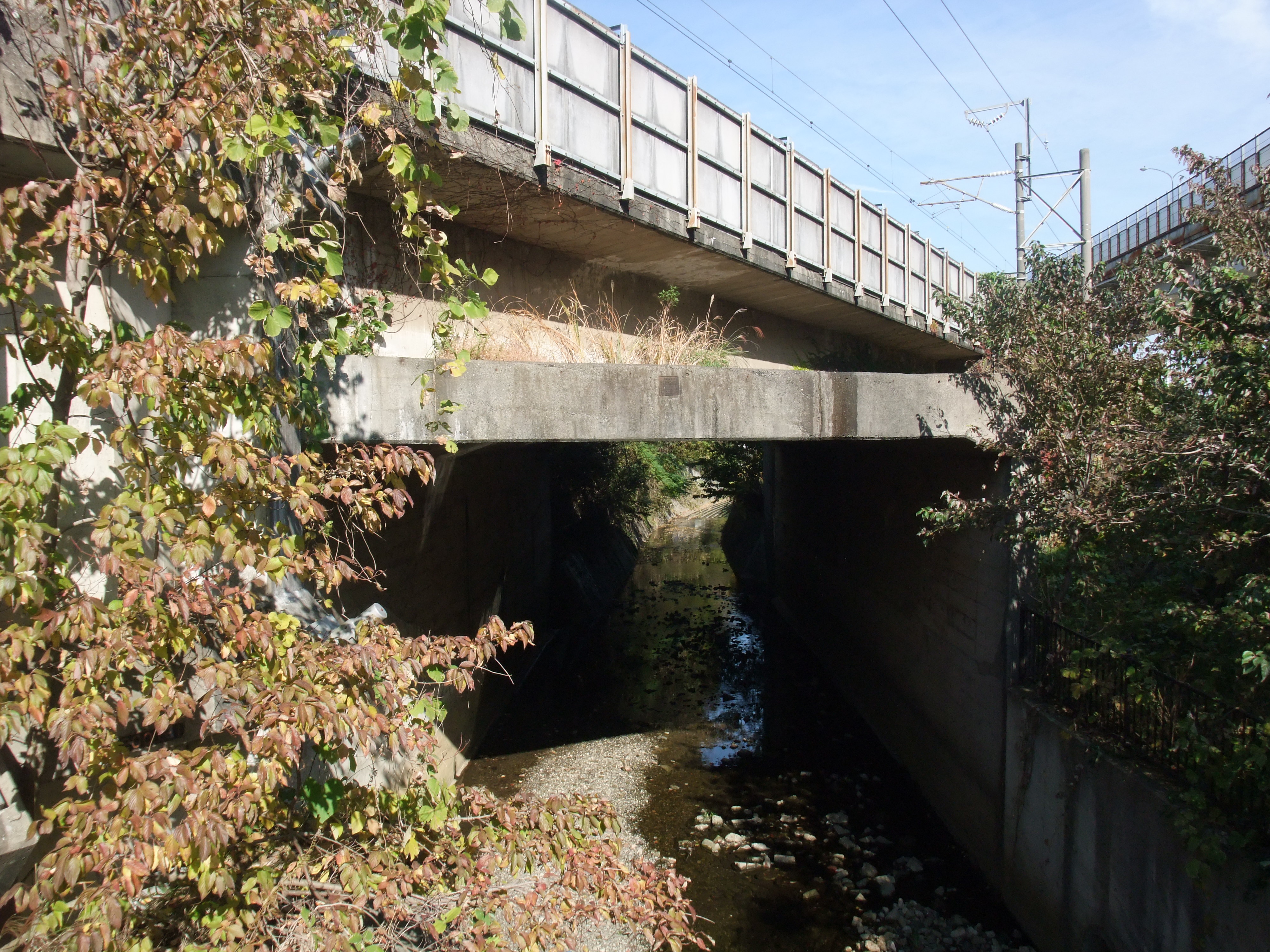
八反橋付近の鳥山川。上は東海道新幹線、右上は環状2号。

### 地価
住宅地の地価は、2025年（令和7年）1月1日の公示地価によれば、三枚町字宮原147番47の地点で23万円/m²となっている。

## 歴史
江戸期から1889年（明治22年）までの、橘樹郡三枚橋村に概ね相当する。三枚橋村の村高は『田園簿』によると119石余り、そのうち田76石余り・畑42石余り。『元禄郷帳』『天保郷帳』ではいずれも119石余り『旧高旧領』によると120石余りと記録が残る。『新編武蔵風土記稿』によると、「江戸から八里、東西10町余り・南北20町、家屋20軒。陸田が多い。南に1町ほどの飛地を有する」旨が伝えられる。1889年4月1日、町村制の施行により三枚橋村と小机村、鳥山村、岸根村、羽沢村、下菅田村、片倉村、神大寺村、六角橋村が合併して小机村が発足。三枚橋は小机村の大字となる。1902年に、小机村は村名を城郷村に改めた。明治時代には、茶の栽培が盛んになった。1927年4月に城郷村が横浜市に編入され、城郷村大字三枚橋は横浜市三枚町となる。同年10月には区制施行により、神奈川区の一部となった。1964年には、「かねじょうみそ」のブランドの江戸甘味噌を生産する日本味噌の工場が町内に設けられた。1983年（昭和58年）8月1日に一部が片倉町に編入された。

## 世帯数と人口
2025年（令和7年）6月30日現在（横浜市発表）の世帯数と人口は以下の通りである。
| 町丁   | 世帯数    | 人口    |
| ------ | --------- | ------- |
| 三枚町 | 2,700世帯 | 5,385人 |

### 人口の変遷
国勢調査による人口の推移。
| 年                 | 人口  |
| ------------------ | ----- |
| 1995年（平成7年）  | 4,589 |
| 2000年（平成12年） | 4,794 |
| 2005年（平成17年） | 4,711 |
| 2010年（平成22年） | 4,559 |
| 2015年（平成27年） | 5,052 |
| 2020年（令和2年）  | 5,382 |

### 世帯数の変遷
国勢調査による世帯数の推移。
| 年                 | 世帯数 |
| ------------------ | ------ |
| 1995年（平成7年）  | 1,867  |
| 2000年（平成12年） | 2,073  |
| 2005年（平成17年） | 2,097  |
| 2010年（平成22年） | 2,110  |
| 2015年（平成27年） | 2,261  |
| 2020年（令和2年）  | 2,526  |

## 学区
市立小・中学校に通う場合、学区は以下の通りとなる（2024年11月時点）。
| 番地                                                  | 小学校                 | 中学校               |
| ----------------------------------------------------- | ---------------------- | -------------------- |
| 1番地～197番地                                        | 横浜市立城郷小学校     | 横浜市立六角橋中学校 |
| 198番地～202番地                                      | 横浜市立神大寺小学校   | 横浜市立六角橋中学校 |
| 203番地～220番地 237番地～245番地 254番地～266番地    | 横浜市立菅田の丘小学校 | 横浜市立菅田中学校   |
| 221番地～236番地 246番地～253番地 267番地～終わりまで | 横浜市立羽沢小学校     | 横浜市立菅田中学校   |

## 事業所
2021年（令和3年）現在の経済センサス調査による事業所数と従業員数は以下の通りである。
| 町丁   | 事業所数  | 従業員数 |
| ------ | --------- | -------- |
| 三枚町 | 117事業所 | 1,782人  |

### 事業者数の変遷
経済センサスによる事業所数の推移。
| 年                 | 事業者数 |
| ------------------ | -------- |
| 2016年（平成28年） | 122      |
| 2021年（令和3年）  | 117      |

### 従業員数の変遷
経済センサスによる従業員数の推移。
| 年                 | 従業員数 |
| ------------------ | -------- |
| 2016年（平成28年） | 1,492    |
| 2021年（令和3年）  | 1,782    |

## 寺社
- 神明社 - 旧村社、飛地部分にある。

## その他

### 日本郵便
- 郵便番号 : 221-0862[3]（集配局：神奈川郵便局[28]）

### 警察
町内の警察の管轄区域は以下の通りである。
| 番・番地等 | 警察署       | 交番・駐在所 |
| ---------- | ------------ | ------------ |
| 1〜203番地 | 神奈川警察署 | 神大寺交番   |
| その他     | 神奈川警察署 | 羽沢交番     |